# Choerodon cephalotes
 Choerodon cephalotes és una espècie de peix de la família dels làbrids i de l'ordre dels perciformes.

## Morfologia
Els mascles poden assolir els 38 cm de longitud total.

## Distribució geogràfica
Es troba des d'Indonèsia fins a Queensland (Austràlia).